# HAHO

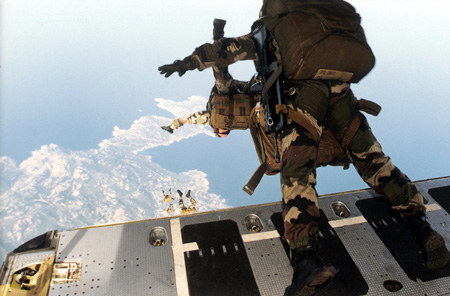
Två personer utför HAHO hopp.

HAHO är en förkortning som beskriver hur man kan landsätta trupper och utrustning från flygplan på hög höjd. HAHO står för High Altitude-High Opening, på svenska betyder det Hög Höjd-Hög Öppning.
HAHO hopp används av militära elitförband till exempel specialförband, vilket innebär att förbandet hoppar fallskärm från 8000 meters höjd över det egna territoriet nära fiendens gräns. Sedan kan trupperna och utrustningen segla flera mil in på fiendens område utan att upptäckas av radar.